# Lopud
Lopud est une île de la mer Adriatique en Croatie, inaccessible aux véhicules motorisés tout comme Zlarin. Connue comme « l'île au milieu » (Insula Media), il s'agit de la deuxième plus grande île des îles Élaphites, entre Koločep et Šipan. Économiquement, Lopud est l'île la plus développée des Îles Élaphites.
D'une superficie de 4,63 kilomètres carrés, Lopud est située au large de la côte de Dalmatie, au sud de la Croatie. Lopud peut être atteinte par bateau à partir de Dubrovnik, Orasac et Zaton. L'île est célèbre pour ses plages de sable fin, en particulier la baie de Šunj.

## Histoire
À l'époque de la république de Raguse, Lopud abritait des chantiers navals. Plus de 10 000 personnes y vivaient à la Renaissance, contre moins de 300 à l'année au début du XXIe siècle.
De nombreux bâtiments ont été construits au début du XXe siècle, financés par Iva Kuljevana, qui revint sur son île natale après avoir fait fortune au Pérou. C'est de cette période que datent l'école, le marché aux poissons (l'office du tourisme actuel), les belvédères et le front de mer, qui porte aujourd'hui son nom.
En 1936 est inauguré le Grand Hôtel, construit par l'architecte moderniste Nikola Dobrović (en). Dans l'entre-deux-guerres, l'île est en effet fréquentée par l'intelligentsia yougoslave. Cet établissement est actuellement en rénovation après avoir été abandonné pendant des années.
Durant la Seconde Guerre mondiale, Lopud fut annexée par l'Italie, puis par l'Allemagne. Le Grand Hôtel et l'hôtel Pracat furent transformés en camp d'internement pour 450 Juifs de Bosnie.
Après 1945, l'État socialiste confisqua les hôtels privés. La guerre en Croatie au début des années 1990 achève de mettre en faillite les hôtels.
En 1992, la baronne Francesca Thyssen-Bornemisza visite l'île, peu de temps après le siège de Dubrovnik. Elle y découvre notamment le monastère franciscain Notre-Dame-de-la-Grotte, fondé en 1483. Après quelques visites, elle en obtient la concession pour 99 ans. Vingt ans de travaux ont lieu, transformant l'édifice en résidence de luxe ouverte à la location, où sont exposées des pièces de la collection familiale. Dans son sillage, d'autres particuliers rachètent et restaurent des édifices anciens de Lopud.